# Peter Wyngarde
Peter Paul Wyngarde, właśc. Cyril Louis Goldbert (ur. 23 sierpnia 1927 w Marsylii, zm. 15 stycznia 2018 w Londynie) – angielski aktor filmowy, teatralny i telewizyjny, piosenkarz urodzony we Francji. Występował w roli Jasona Kinga, pisarza bestsellerów wykonującego pracę detektywa, w dwóch brytyjskich serialach telewizyjnych: Department S (1969–1970) i Jason King (1971–1972).

## Życiorys

### Wczesne lata
Urodził się w Marsylii we Francji. Jego ojciec był pochodzenia angielskiego, a matka francuskiego. Ojciec pracował dla brytyjskiej służby dyplomatycznej, w wyniku czego swoje dzieciństwo spędził w wielu różnych krajach. W 1941 roku, podczas gdy jego rodzice byli daleko w Indiach, wyjechał ze szwajcarską rodziną na pobyt do Szanghaju. Gdy wojska japońskie wkroczyły do miasta, został schwytany i umieszczony w obozie koncentracyjnym Lunghua Civilian Assembly Centre. Warunki w obozie były czasem trudne. Pewnego razu Peter miał złamane obie nogi i spędził dwa tygodnie w odosobnieniu.

### Kariera
Debiutował na kinowym ekranie w niewielkiej roli żołnierza w brytyjskim filmie szpiegowskim Dick Barton kontratakuje (Dick Barton Strikes Back, 1949). Występował potem także na scenie i szklanym ekranie, m.in. w serialach: Rewolwer i melonik (The Avengers), Święty (The Saint), Baron (The Baron, 1966) jako król Ibrahim / Arnold Noyes i Mistrzowie (The Champions, 1968) jako Hallam. Grał rolę nikczemnego Numer Dwa w odcinku „Checkmate” z kultowej serii Więzień (The Prisoner, 1967).
W 1970 r. dla RCA Records nagrał album When Sex Leers Its Inquisitive Head (wyd. RPM), poprzedzony singlem “La Ronde De L’Amour / The Way I Cry Over You”.

Po występie w serialu szpiegowskim Departament S (1969), jego charakter, czarującego kobieciarza Jasona Kinga, został wydzielony do nowej serii akcji szpiegowskiej pt. Jason King (1971), który trwał przez jeden sezon (26 odcinków).

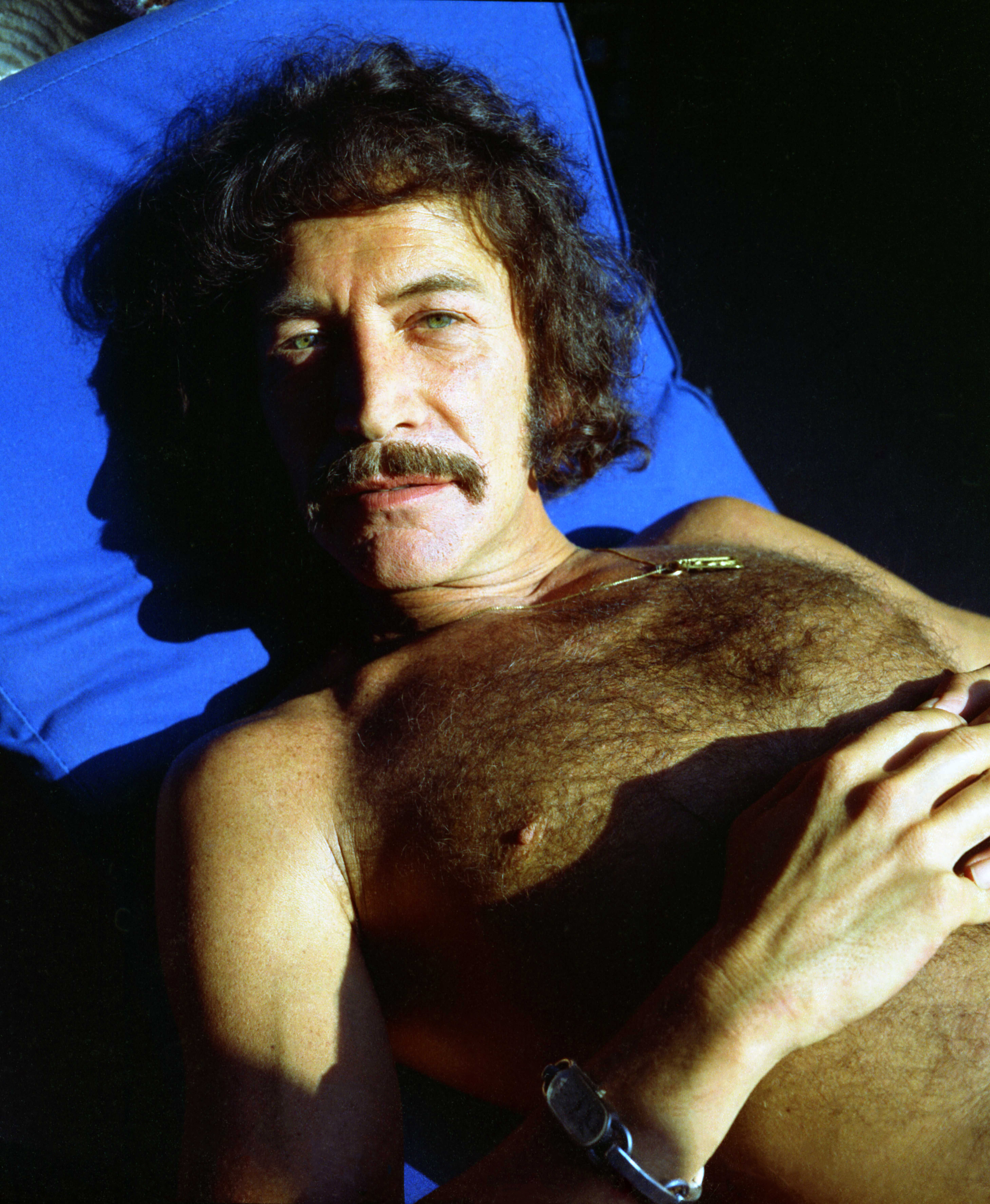
Peter Wyngarde (1993)

Po utracie statusu telewizyjnego gwiazdora, Wyngarde pracował jako aktor i reżyser w teatrze w Austrii, w Wiedniu, oraz w Afryce Południowej i Niemczech. Otrzymał również rolę generała Klytusa w filmowej wersji Flash Gordon (1980), gdzie nosił metalową maskę.

## Życie prywatne
W latach 1956–1966 był związany z Alanem Batesem. W 1975 roku został aresztowany za uprawianie seksu w toalecie na dworcu autobusowym w Gloucester z kierowcą ciężarówki. Po tym incydencie nigdy już nie odzyskał popularności.

## Wybrana filmografia

### Filmy fabularne
- 1956: Aleksander Wielki (Alexander the Great) jako Pausanias
- 1961: Niewinni (The Innocents) jako Peter Quint
- 1962: Night of the Eagle jako Norman Taylor
- 1980: Flash Gordon jako Klytus

### Seriale TV
- 1964: Rupert z Hentzau (Rupert of Hentzau) jako Rupert z Hentzau
- 1965: Sherlock Holmes jako Baron Grüner
- 1965: R3 jako dr Henri LefebvrePeter Wyngarde (1973)
- 1965: Disneyland jako Sir Richard

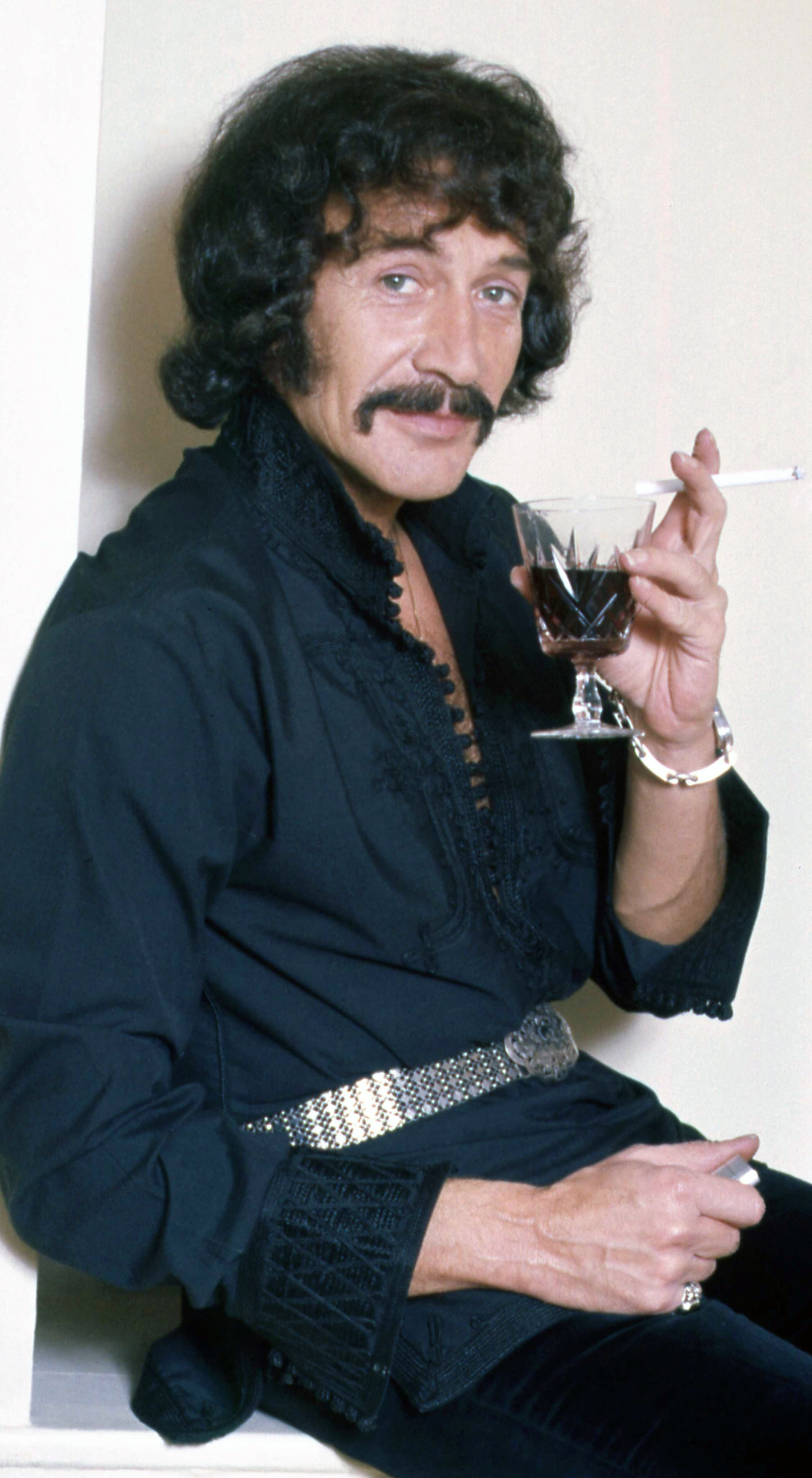
Peter Wyngarde (1973)

- 1966: Rewolwer i melonik (The Avengers) jako The Honorable John Cleverly Cartney
- 1966: Święty (The Saint) jako Tiberio Magadino
- 1967: Love Story jako Konrad Von Kroll
- 1969-70: Department S jako Jason King
- 1976: Rewolwer i melonik (The Avengers) jako Stewart Kirby
- 1967: Święty (The Saint) jako Turen
- 1971-72 : Jason King jako Jason King
- 1984: Doktor Who (Doctor Who) jako Timanov